# Missodia Sionia

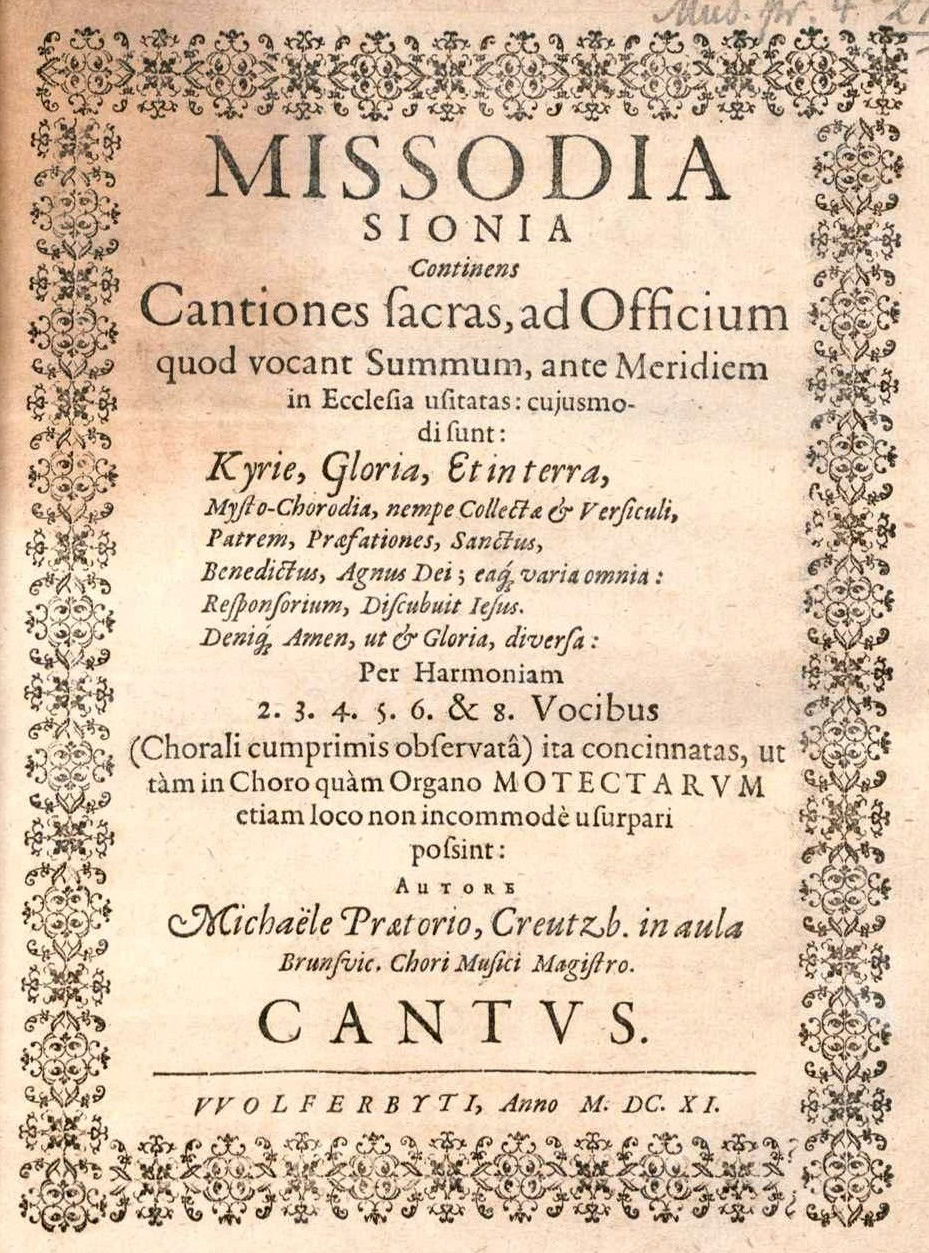
Titelseite der Missodia Sionia

Missodia Sionia („Zionischer Messgesang“) ist der Titel einer Sammlung geistlicher Musik von Michael Praetorius. Er veröffentlichte das Werk, das 104 Stücke in Latein für den Gebrauch im Gottesdienst enthält, 1611 in Wolfenbüttel. Die Stücke sind für zwei bis acht Stimmen gesetzt. Die Sammlung enthält eine achtstimmige Messe.

## Geschichte
Praetorius veröffentlichte seine Kompositionen bereits zu Lebzeiten in 20 Bänden. Während ein Band, Terpsichore, weltliche französische Tänze enthält, sind die anderen geistlicher Musik auf deutsche und lateinische Texte gewidmet. Die Reformatoren hatten den Gebrauch lateinischer Liturgie keineswegs abgebrochen.
Missodia Sionia ist der Titel von Band 11, der 1611 in Wolfenbüttel erschien. Der Inhalt ist auf dem Titelblatt beschrieben: Missodia Sionia / Continens / Cantiones sacras, ad Officium quod vocant Summum („Zionischer Messgesang / enthaltend / geistliche Gesänge für das sogenannte Hochamt“), insbesondere Kyrie, Gloria, Et in terra, und viele andere, für zwei bis acht Stimmen. Das Titelblatt enthält auch einen Hinweis, dass die gregorianische Choralstimme unverändert beibehalten ist (Chorali cumprimis observata).
Die Teile der Messe sind für verschiedene Anlässe des Kirchenjahres gesetzt, und in unterschiedlichem Schwierigkeitsgrad. Die ersten 15 Stücke sind vierstimmig: 10 Sätze des Kyrie und 5 Sätze des Gloria. Die zweite Gruppe von 21 Stücken ist für vier- bis sechsstimmigen Chor eingerichtet: 14 Kyrie und 7 Gloria. Eine weitere Gruppe (50 bis 77) enthält verschiedene Sätze zum Abendmahl: Praefatio, Sanctus, Benedictus und Agnus Dei, sowie eine vollständige achtstimmige Messe. Die Stücke 80 bis 93 sind 14 verschiedene Amen-Kompositionen in verschiedenen Tonarten. Die letzten Stücke der Sammlung, 94 bis 104, bestehen aus 10 Sätzen des Gloria und einem Introitus.
Ein Exemplar der Sammlung befindet sich in der Bayerischen Staatsbibliothek in München. Eine Neuausgabe der Sammlung wurde 1934 von Friedrich Blume herausgegeben und im Georg Kallmeyer Verlag veröffentlicht.
Auszüge der Sammlung wurden 2011, 400 Jahre nach ihrem ersten Erscheinen, vom Ensemble Weser Renaissance, geleitet von Manfred Cordes, aufgenommen. Unter dem Titel Ostermesse rekonstruierten die Musiker, wie die Musik im Gottesdienst zur Zeit von Praetorius geklungen haben könnte.